# ملازوویتسه
ملازوویتسه (به چکی: Mlázovice) یک منطقهٔ مسکونی در جمهوری چک است که در شهرستان ییچین واقع شده‌است.